# Esther Benbassa
Esther Benbassa (également Esther Benbassa-Dudonney), née le 27 mars 1950 à Istanbul, est une universitaire et une femme politique franco-turco-israélienne. Elle est l'une des spécialistes de l'histoire du peuple juif et des minorités.
Ancienne membre d'Europe Écologie Les Verts (EÉLV), elle est sénatrice de 2011 à 2023, élue dans le Val-de-Marne, puis à Paris. Elle est exclue du groupe écologiste en septembre 2021, après avoir été accusée de harcèlement moral par d'anciens assistants parlementaires. Elle quitte ensuite EÉLV.
En 2025 elle est reconnue coupable par le conseil des prud’hommes de Paris et est condamnée  à verser 10 000 euros de dommages et intérêts à son ancienne salariée pour des faits remontant à 2021 et 2022.

## Biographie

### Jeunesse et études
Esther Benbassa descend d’une famille de Juifs expulsée d’Espagne en 1492, émigrée dans l'Empire ottoman,.
Elle étudie à l'école primaire Isik d'Istanbul puis sa famille émigre en Israël où elle étudie dans une école française et obtient son baccalauréat français. Tout en poursuivant ses études, elle travaille dans l'industrie du tourisme.
Élève d'écoles congréganistes (Sainte-Pulchérie à Istanbul et Saint-Joseph à Jaffa), elle fait ses études supérieures en Israël puis en France.
Avec une bourse d'études, Esther Benbassa arrive en France en 1972 et obtient la nationalité française en épousant un Français deux ans plus tard,. Elle est ainsi une trinationale (Turquie, Israël, France).
Après l'obtention du CAPES de lettres modernes (1975), elle enseigne dans un lycée du secondaire de 1975 à 1988.
Elle est titulaire d'une licence (B.A., Bachelor of Arts) de l'université de Tel Aviv (1972), puis d'une maîtrise de lettres modernes de l'université Paris-VIII (1973) et d'un diplôme de turc de l'Institut national des langues et civilisations orientales (1982). Elle obtient un doctorat de troisième cycle de l'université Paris VIII avec la soutenance d'une thèse (« Haim Nahum Efendi, dernier grand rabbin de l'empire ottoman (1908-1920) : son rôle politique et diplomatique », dirigée par Louis Bazin) et devient docteur d'État ès lettres et sciences humaines (université Paris-III, 1987),. Elle avait auparavant présenté une thèse portant sur la Commune de 1871.
Esther Benbassa fait des études post-doctorales au département d'histoire du peuple juif de l'université hébraïque de Jérusalem en 1988-1989.
Elle est par ailleurs « régulièrement invitée à l'étranger comme chercheur (pensionnaire du Collegium Budapest (hu) en 2002, du Netherlands Institute for Advanced Study (en) en 2004-2005), comme enseignante (ainsi à l'université de New York en septembre-octobre 2008) et comme conférencière[réf. souhaitée].

### Histoire du judaïsme
Directrice de recherche au CNRS de 1989 à 2000, elle devient en 2000 directrice d'études à la section des sciences religieuses de l'École pratique des hautes études (EPHE, Sorbonne),, première titulaire femme (et laïque) de la chaire d'histoire du judaïsme moderne (chaire créée en 1896).
Elle fonde et dirige le centre Alberto-Benveniste d'études sépharades et d'histoire socioculturelle des Juifs en 2002,.
Elle est chercheuse au centre Roland-Mousnier (CNRS-université Paris IV-EPHE).
Elle étudie la relation des Juifs à Israël dans Israël imaginaire (1998) et dans Les Juifs ont-ils un avenir (2001). Elle souligne le fait qu'Israël est la réalisation d'un projet fondamentalement laïc (le projet sioniste) et juge que « s'interdire, au nom d'une solidarité imaginaire, de critiquer la politique du gouvernement est rendre à Israël un bien mauvais service ».

### Dialogue judéo-musulman
Esther Benbassa est cofondatrice de l'association « Le Pari(s) du Vivre-Ensemble ».
Engagée dans la lutte contre le racisme et les discriminations, et favorable au dialogue judéo-musulman, elle publie un ouvrage collectif intitulé Juifs et musulmans : une histoire partagée, un dialogue à construire (Paris, La Découverte, 2006).
Deux années auparavant, dans le cadre du débat autour de la loi sur les signes religieux dans les écoles publiques françaises (2004), elle avait fait paraître un essai, couvrant une période longue (depuis la Révolution), La République face à ses minorités. Les juifs hier, les musulmans aujourd'hui. Lors de ce débat, elle participe notamment à une conférence où, affirme Caroline Fourest, elle « expliqua[it] à des musulmans venus écouter Tariq Ramadan, assis à la tribune juste à côté d'elle, que la France leur faisait ce qu'elle avait fait aux juifs ! ».
En mars 2015, à la suite des attentats contre Charlie Hebdo et l'hypercacher de Vincennes du mois de janvier, elle organise une journée débats, avec, en octobre de la même année, la publication d'un nouveau recueil collectif, Juifs et musulmans : retissons les liens .

### Vie privée
Esther Benbassa est mariée avec Jean-Christophe Attias, également directeur d'étude à l'École pratique des hautes études et Prix Goncourt de la biographie 2015.
Elle se définit comme athée.

## Parcours politique

### Sénatrice du Val-de-Marne puis de Paris

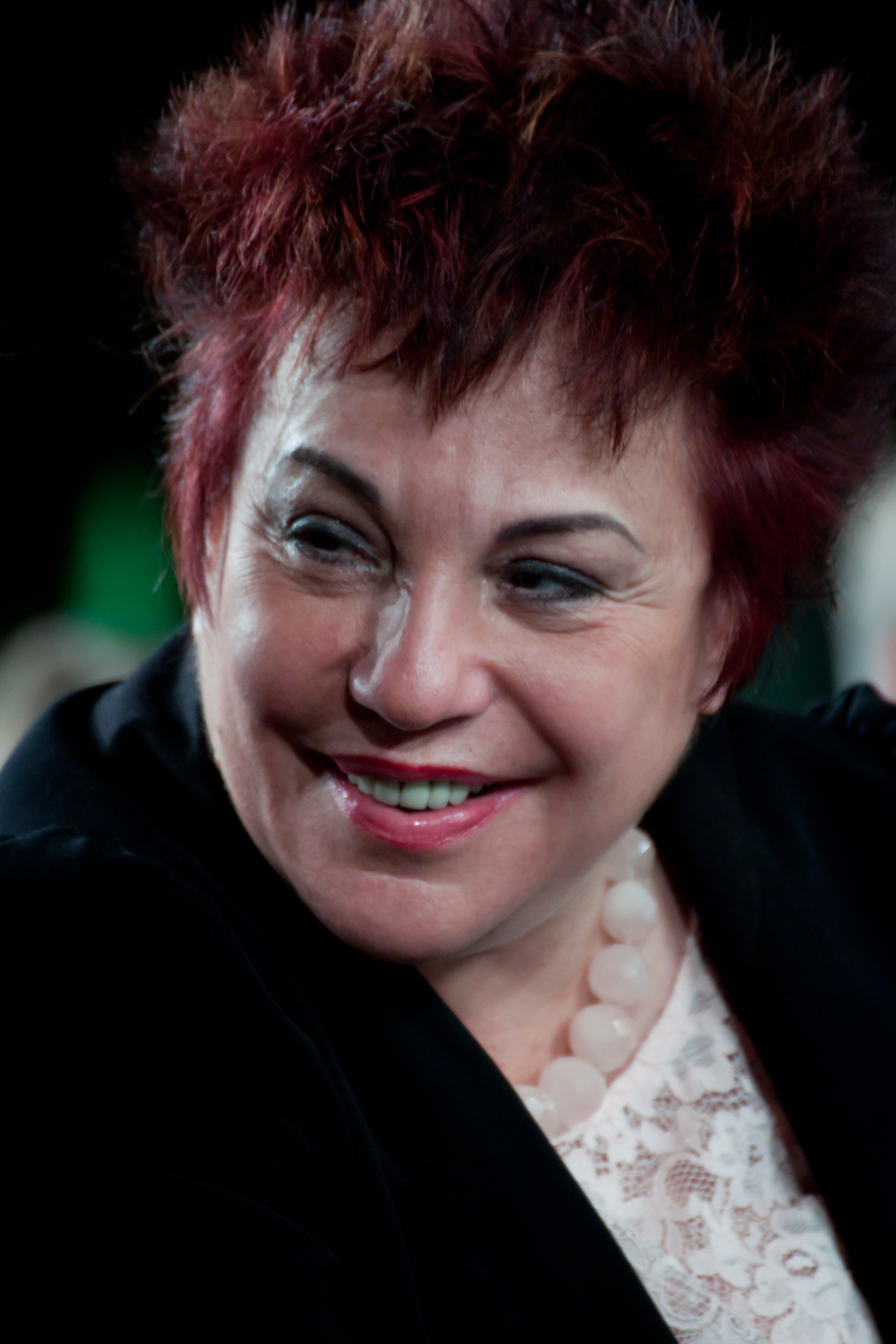
Esther Benbassa lors d'une réunion publique d'Eva Joly, en 2012.

Elle est élue sénatrice EELV du Val-de-Marne le 25 septembre 2011. Elle devient alors vice-présidente de la commission des lois constitutionnelles, de législation, du suffrage universel, du règlement et d’administration générale, membre du comité stratégique de l’Agence du service civique, vice-présidente du groupe d’amitié France-Turquie, secrétaire du groupe d’amitié France-Israël, membre du groupe d’amitié France-Palestine, membre de l'Union interparlementaire, et membre du jury du Prix de la thèse du Sénat.
À partir de 2012, elle s'engage pour le droit de vote des étrangers,,.
Elle est rapporteuse de la proposition de loi visant à la prorogation du délai de prescription des propos discriminatoires à caractère homophobe, sexiste et handiphobe et à son alignement sur celui des propos discriminatoires à caractère racial, ethnique ou religieux, texte, voté à l’unanimité par le Sénat le 30 janvier 2013.
Elle a obtenu le vote, le 28 mars 2013, d'une proposition de loi qu'elle avait déposée à l’automne 2012, visant à l’abrogation du délit de racolage public.
À son initiative, la commission des lois du Sénat crée à l’automne 2012 une mission d’information sur les discriminations raciales, ethniques et religieuses. Elle en est corapporteure avec Jean-René Lecerf (UMP). Leur rapport, présenté en novembre 2014, est intitulé « La lutte contre les discriminations : de l’incantation à l’action ». Il fait une douzaine de propositions, dont celle d'introduire une fois tous les cinq ans, dans le recensement, une question sur le pays de naissance des ascendants et la nationalité antérieure « afin d'obtenir des résultats mesurables sur l'ampleur des discriminations et leur déploiement ». Pour Malika Sorel, ancien membre du Haut Conseil à l'intégration, ces propositions sont « dangereuses » et ne feraient que contribuer à « l'exacerbation des tensions sur notre territoire ».
En octobre 2013, commentant l'affaire Leonarda, elle déclare :

« Moi qui pensais que la France n'avait pas perdu la mémoire de sa sombre histoire, j'étais loin d'imaginer qu'en 2013, en tant que parlementaire, élue du peuple, je serais témoin d'une rafle. Car oui, il faut bien le dire, c'est une rafle. »

Ses propos suscitent la critique d'Alain Finkielkraut, qui juge que « la référence constante à la Shoah, je pèse mes mots, est ignoble » et de Benoît Rayski, qui y voit une réunion de « tous les poncifs les plus éculés de l’indignation réputée antiraciste ».
En février 2014, elle est désignée vice-présidente, au Sénat, de la Commission spéciale chargée d'examiner la proposition de loi renforçant la lutte contre le système prostitutionnel,. Elle s'est à maintes reprises exprimée contre le principe d'une pénalisation des clients de prostitués.
Elle est l'auteure de la première proposition de loi déposée en France pour la légalisation d'un usage contrôlé du cannabis. Déposé au Sénat en janvier 2014, ce texte est débattu en hémicycle en avril 2015 et est rejeté. En octobre 2016, Esther Benbassa organise au Sénat, en collaboration avec la chaire d'addictologie du CNAM, un colloque intitulé « Légalisation du cannabis : l’Europe est-elle condamnée à l’impasse ? ».
Elle est l'une des parlementaires ayant initié une proposition de résolution sur la reconnaissance de l'État de Palestine votée par le Sénat en décembre 2014. Elle est à l'origine de la proposition de résolution visant à la promotion de mesures de prévention et de protection des déplacés environnementaux votée par le Sénat en octobre 2015.
C'est à son initiative que la commission des lois du Sénat vote, en mars 2016, la création d'une mission d'information sur la déradicalisation. Elle en est corapporteure, avec Catherine Troendlé, sénatrice Les Républicains. Elles rédigent ensemble un rapport sur le sujet.
En avril 2016, elle déclenche une autre polémique avec la publication d'une tribune dans Libération, dans laquelle elle affirme : « Le voile n’est pas plus aliénant que la minijupe ».
Pour les élections sénatoriales de 2017, elle est tête de liste écologiste à Paris et y est élue le 24 septembre 2017. Le 3 octobre 2017, elle rejoint le groupe communiste, républicain, citoyen et écologiste. Elle est depuis lors membre de la Commission des lois constitutionnelles, de législation, du suffrage universel, du règlement et d’administration générale et vice-présidente de la délégation sénatoriale aux outre-mer.

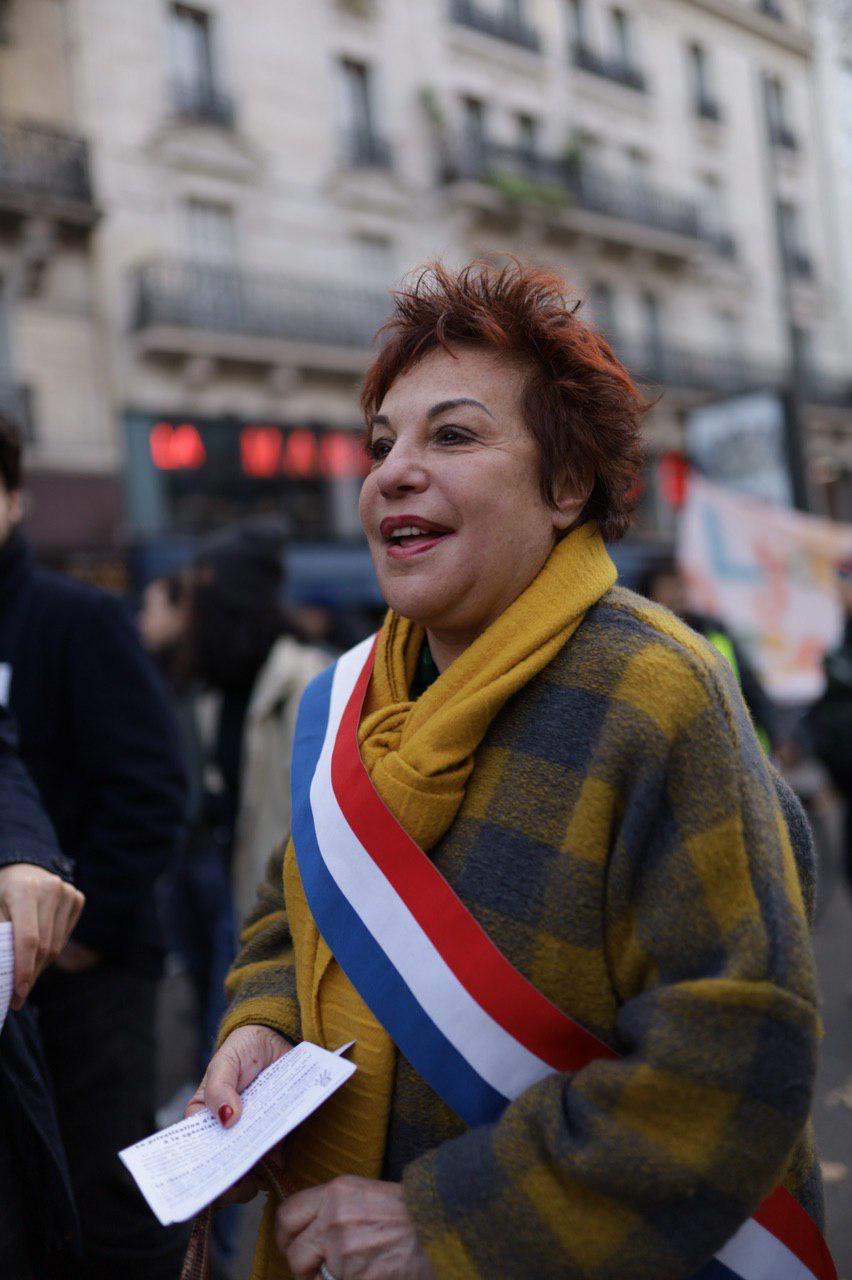
Esther Benbassa lors d'une manifestation en 2019.

Par la suite, elle intervient sur différents sujets : elle accompagne le mouvement des Gilets jaunes dès ses débuts, plaide la cause des migrants, dénonce les conditions de vie dans les prisons françaises, notamment pour les mineurs, lutte contre les violences sexistes et sexuelles (particulièrement dans le monde politique) et développe une réflexion à visée législative sur la condition animale.
Le 10 novembre 2019, elle participe à la « manifestation contre l'islamophobie », organisée par plusieurs partis politiques et associations. S'ensuit une polémique : Esther Benbassa publie une photo sur laquelle elle est entourée de participants (dont une petite fille) arborant une étoile jaune à cinq branches, un croissant jaune, associés à la mention (en anglais) « Muslim ». Cela provoque une vague d'indignation, en lien à nouveau avec un supposé relativisme à l'égard de la Shoah,,, ainsi qu'au niveau de la récupération politique d'une enfant. Marianne note ainsi : « Dans les cortèges islamistes, comme dans la Manif pour tous, les enfants sont enrôlés pour la propagande des adultes et portent des slogans qu'ils ne peuvent pas comprendre. En violation de la charte des droits de l'enfant ». Le 18 novembre, Le Huffington Post publie une tribune en soutien à l'intéressée, intitulée « Esther Benbassa fait honneur à la République », signée par plus de cent-vingt personnalités (intellectuels et universitaires français et étrangers, militants associatifs, et responsables politiques de sensibilités de gauche).
À partir d’octobre 2020, elle est secrétaire du Sénat et vice-présidente du groupe écologiste – solidarité et territoires. Elle est exclue du groupe EST le 15 septembre 2021, à la suite des accusations de management brutal la visant, siégeant dès lors sur les bancs de la Réunion administrative des sénateurs ne figurant sur la liste d'aucun groupe (RASNAG).
Pour l’élection présidentielle française de 2022, elle apporte son parrainage d'élue à Hélène Thouy.

### Accusations de management brutal
En juillet 2021, Mediapart publie une enquête indiquant que l'élue a durant plusieurs années exercé des menaces, humiliations et pressions sur plusieurs de ses collaborateurs parlementaires et anciens étudiants, y compris des pressions visant à retarder de plusieurs mois l'opération chirurgicale d'une assistante, des menaces récurrentes de se séparer de collaborateurs et des reproches répétés quant à leurs actes et compétences. Tous évoquent le climat de « terreur » instauré par la sénatrice. Le journal relève l'important turnover des collaborateurs puisque plus de 18 assistants parlementaires ont été employés en deux mandats,.
La sénatrice conteste les faits auprès de Mediapart puis, après publication, reconnaît des « mouvements d'humeur » et présente ses excuses à « ceux et à celles qu'elle a pu blesser ».
En septembre de la même année, la sénatrice est exclue du groupe écologiste, celui-ci motivant sa décision par le fait que « Mme Benbassa n’a pas contredit une partie des témoignages et elle n’a, à ce jour, pas jugé opportun de porter plainte en diffamation contre ces accusations ». Dans un communiqué, Esther Benbassa dénonce « un simulacre de procédure interne » et « une mascarade de procès ». Esther Benbassa quitte EÉLV en décembre suivant.

### Condamnation pour faits de harcèlement
Par jugement rendu le 23 mai 2025, le conseil de prud'hommes de Paris condamne Esther Benbassa à verser à l'une de ses anciennes collaboratrices parlementaires la somme de 10 000 euros de dommages et intérêts en réparation des préjudices qu'elle a fait subir. Elle a fait appel de ce jugement.

## Distinctions
- 2005 :  Chevalière de l'ordre national du Mérite[6]
- 2006 : prix Seligmann contre le racisme, l'injustice et l'intolérance[6],[4]
- 2008 : prix Guizot (médaille de bronze) de l'Académie française pour La Souffrance comme identité[6]
- 14 juillet 2011 : chevalier de l'ordre national de la Légion d'honneur[6]
- 2018 : sénatrice de l'année (prix 2017 du Trombinoscope)[57]

## Œuvres
- Un grand rabbin sépharade en politique, 1892-1923, Paris, Presses du CNRS, 1990.
- Une diaspora sépharade en transition (Istanbul, XIXe – XXe siècles), Paris, Les Éditions du Cerf, 1993.
- Histoire des Juifs de France, Paris, Seuil, coll. Points Histoire, 2e éd. revue et mise à jour, 2000.
- La République face à ses minorités. Les Juifs hier, les musulmans aujourd'hui, Paris, Mille et une nuits/Fayard, 2004.
- La Souffrance comme identité, Paris, Fayard, 2007. 2e éd., Hachette, coll. Pluriel, 2010.
- Être juif après Gaza, Paris, CNRS Éditions, 2009. L'œuvre a également été publiée en langue allemande sous le titre Jude sein nach Gaza, Hambourg, Éditions du Crieur Public, 2010.
- De l'impossibilité de devenir français. Nos nouvelles mythologies nationales, Paris, Les Liens qui Libèrent, 2012.
- Égarements d'une cosmopolite, Paris, Bourin Éditeur, 2012.
- Istanbul la sépharade, Paris, CNRS éditions, 2015.
- Vendredi noir et nuits blanches, Paris, Lattès, 2016.
- Indocile, Paris, Les Éditions du Cerf, 2025 (autobiographie).

### Avec Aron Rodrigue
- Une vie judéo-espagnole à l'Est : Gabriel Arié, Paris, Les Éditions du Cerf, 1992.
- Juifs des Balkans, Espaces judéo-ibériques, XIVe – XXe siècles (en), Paris, La Découverte, 1993. Réédition entièrement revue, sous le titre Histoire des Juifs sépharades. De Tolède à Salonique, Paris, Seuil, coll. Points Histoire, 2002.

### Avec Jean-Christophe Attias
- Dictionnaire de civilisation juive, Paris, Larousse-Bordas, 1997. 2e éd., 1998.
- Israël imaginaire, Paris, Flammarion, 1998. 2e éd., 2001 (sous le titre Israël, la terre et le sacré).
- Les Juifs ont-ils un avenir ?, Paris, Lattès, 2001. 2e éd., Paris, Hachette, coll. Pluriel, 2002.
- Le Juif et l'Autre, Gordes, Le Relié, 2001.
- Petite Histoire du judaïsme, Paris, Librio, 2007.
- Dictionnaire des mondes juifs, Paris, Larousse, coll. À présent, 2008, édition refondue et augmentée du Dictionnaire de civilisation juive paru chez le même éditeur en 1997 et réédité en 1998).
- Israël-Gaza. La conscience juive à l'épreuve des massacres, Textuel, 2024, 80 p.

### Sous sa direction (sélection)
- Mémoires juives d'Espagne et du Portugal, Paris, Publisud, 1996.
- Transmission et passages en monde juif, Paris, Publisud, 1997.
- La haine de soi. Difficiles identités, Bruxelles, Complexe, 2000 (avec Jean-Christophe Attias).
- L'Europe et les Juifs, Genève, Labor et Fides, 2002 (avec Pierre Gisel).
- Les Sépharades en littérature. Un parcours millénaire, Paris, Presses de l'Université Paris-Sorbonne, 2005.
- Itinéraires sépharades. Complexité et diversité des identités, Paris, Presses de l’Université Paris-Sorbonne, 2010.
- Dictionnaire des racismes, de l’exclusion et des discriminations, Paris, Larousse, 2010.
- Israël-Palestine. Les enjeux d’un conflit, Paris, CNRS Éditions, 2010.
- La France en situation postcoloniale ?, numéro hors série de la revue Mouvements (septembre 2011).
- Minorités visibles en politique, Paris, CNRS Éditions, 2011.
- Encyclopédie des religions, Paris, Fayard/Pluriel, 2012 (avec Jean-Christophe Attias)
- Salonique, ville juive, ville ottomane, ville grecque, Paris, CNRS Éditions, 2014.
- Dans les quartiers, l’égalité c’est maintenant ! Livre blanc, Paris, Le Pari(s) du Vivre-Ensemble, 2014 (avec Jean-Christophe Attias).
- Juifs et musulmans. Retissons les liens!, Paris, CNRS Éditions, 2015 (avec Jean-Christophe Attias).
- Les Sépharades. Histoire et culture du Moyen Âge à nos jours, rééd. poche, Paris, CNRS Éditions, 2016.
- Nouvelles relégations territoriales, Paris, CNRS Éditions, 2017 (avec Jean-Christophe Attias).
- Violences sexistes et sexuelles en politique, Paris, CNRS Éditions, 2018.
- Nous et les animaux, Paris, Les Petits Matins, 2020.